# グランデ

グランデが着用する冠（スペイン）

グランデ（スペイン語・ポルトガル語: grande）は、中世から近世までのカスティーリャ王国、ポルトガル王国、ブラジル帝国の宮廷に存在した慣習の一つである。カスティーリャ王国の貴族の中には爵位とは別に、国王の前での脱帽（男子の場合）あるいは起立（女子の場合）義務を免除される特権を持つ者が存在した。こうした特権保持者がグランデである。
グランデの特権を与えられるのは通常、伯爵以上の貴族である。正式な場において国王が「○○○、着帽のままで良い」と声をかけることでこの特権は授与され、以降は爵位に付随して世襲される。この特権は極めて名誉なものと考えられ、爵位の上下よりも重視された。例えばある家が、グランデの特権の無い公爵位とグランデの特権付きの伯爵位を保持していた場合、グランデの特権付き伯爵位を名乗ることさえあった（例・オリバーレス公伯爵）。
グランデの特権は、他国から帰化した人物に授与されることもあった。例えばロス・バルバセス侯爵位を与えられたスピノラ家は、当主のアンブロジオ・スピノラがジェノヴァからスペインに帰化して間もない1620年代にグランデの特権を与えられている。